# Carmen Serdán, Acatzingo
Carmen Serdán är en ort i Mexiko.   Den ligger i kommunen Acatzingo och delstaten Puebla, i den sydöstra delen av landet, 140 km öster om huvudstaden Mexico City. Carmen Serdán ligger 2 255 meter över havet och antalet invånare är 1 234.
Terrängen runt Carmen Serdán är platt åt sydost, men åt nordväst är den kuperad. Runt Carmen Serdán är det tätbefolkat, med 319 invånare per kvadratkilometer. Närmaste större samhälle är Acatzingo de Hidalgo, 6,7 km söder om Carmen Serdán. Trakten runt Carmen Serdán består till största delen av jordbruksmark.